# Червоні береги (заповідне урочище)
Черво́ні береги́ — заповідне урочище в Україні. Розташоване в межах Болехівської міської громади Калуського району Івано-Франківської області, на захід від міста Болехів.
Площа 2,5 га. Статус надано згідно з розпорядженням облдержадміністрації від 15.07.1996 року № 451. Перебуває у віданні ДП «Болехівський держлісгосп» (Болехівське л-во, кв. 51, вид. 1).
Статус надано з метою збереження частини лісового масиву з біологічно стійкими насадженнями дуба звичайного віком бл. 80 років. Заповідне урочище розташоване на північно-східній околиці масиву Сколівські Бескиди.